# Похара Рудника
Дана 29. марта 1907, око 5 часа после подне, велика група бугарских комита напала је српско село Рудник из два правца. Бугарима су ишле на руку следеће чињенице, таворска чета, чији задатак је био одбрана овога села, десетак дана раније је расформирана, у близини Рудника није било ни једне српске чете, турске посаде су ради сузбијања арнаутских покрета напустиле ове крајеве.
У нападу је учествовало 120 сеоских комита и шесторица комита који су припадали четама бугарских војвода Васиља и Милана Гјуркова, војводе које су и организовале напад. Прво су кренуле сеоске комите, које су палили и побијали сељаке Рудника. Рудничкој трагедији су кумовали и сами сељани, јер су мислећи да иде турска војска нису извадили своје оружје из скровишта. Једини је отпор пружао Тодор Мечов, који је из опкољене куче давао отпор бугарашком нападу којег је водио Милан Гјурков.
У нападу су убијени: Анђелко Арсић (учитељ), Боба Антонић, Јован Паневић, Коце Даковић, Сазда Петрушевић, Јанаћ Божиновић и његова мајка Веца. Рањени су Ката Ђорица, Андреја Николић, Лаза Павловић и Трајко Димитријевић. Спаљено је 25 плевњи и 18 кућа.
Људи и стока су остали бес хране, одеће и обуће. Поред несреће која их је задесила Рудничани нису помишљали да пређу на бугарску страну, већ траже освету, због чега траже да им се одреди војвода. Поступајући по захтеву Скопског одбора за хитну помоћ Руднику, Централни одбор се обратио хуманитарним друштвима Српској браћи и Колу српских сестара.